# Ourapteryx citrinata
Ourapteryx citrinata là một loài bướm đêm trong họ Geometridae.